# 교황 요한 10세
교황 요한 10세(라틴어: Ioannes PP. X, 이탈리아어: Papa Giovanni X)는 제122대 교황(재위: 914년 3월 - 928년 5월)이다. 투스쿨룸 백작 가문의 입김으로 교황으로 선출된 그는 프리울리의 베렌가리오의 주도 아래 이탈리아를 통일시키려고 하였으며, 가릴리아노 전투에서 사라센 군대를 물리치는데 중요한 역할을 했다. 그는 투스쿨룸 백작 테오필락트와 테오도라의 딸 마로치아와의 관계가 악화되자, 강제로 교황직에서 쫓겨나 감금된 후 결국 살해당하고 말았다. 요한 10세가 재임한 시기는 일반적으로 ‘암흑 시대’라고 알려진 시대였다.

## 초창기
요한 10세는 산테르노 강과 이어진 로마냐 지방의 토시냐노에서 태어났으며, 부친의 이름을 그대로 물려받았다. 볼로냐의 주교 베드로 4세에 의해 부제로 서품받은 그는 당시 로마에서 가장 강력한 귀족이었던 투스쿨룸 백작 테오필락트의 아내 테오도라의 이목을 받았다. 크레모나의 리우트프란트는 요한이 로마를 머물렀던 시기에 테오도라의 애인이 되었다고 주장하였다. 이를 통해 요한이 테오도라 또는 테오필락트와 밀접한 관계에 있었다고 추정해 볼 수 있다. 어쨌든지간에 요한이 라벤나의 대주교로 서임되었을 때, 베드로 4세의 뒤를 이어 볼로냐의 주교까지 겸임하게 된 것은 테오도라의 영향력을 통해서였다. 요한은 905년 역시 투스쿨룸 백작 가운에 의해 교황이 된 세르지오 3세에 의해 대주교로 성성(成聖)되었다.
대주교로 있는 8년 동안 요한은 루트비히 3세를 폐위시키고 프리울리의 베렌가리오를 신성 로마 제국의 황제로 추대하기 위해 교황 세르지오 3세와 긴밀히 협력했으나 실패로 끝났다. 또한 그는 노난톨라 수도원의 아빠스가 라벤나 대주교의 치리권으로부터 벗어나려고 하는 수도원에 대해 자신의 권한을 다시 한 번 인식시켜 주었을 뿐만 아니라 경쟁자에 맞서 자신의 교구장직을 빼앗기지 않기 위해 필사적으로 방어해야만 했다.
914년 교황 란도가 선종하자, 테오필락트를 필두로 한 로마 귀족들은 요한을 로마로 소환하여 그를 새 교황으로 추대하였다. 비록 리푸트프란트는 요한이 교황이 된 것은 순전히 그와 불륜 관계였던 테오도라의 입김이 작용한 것이라고 주장했지만, 실제로는 요한이 교황 포르모소에 의한 성직 서임을 부인함으로써 그를 적대하였던 테오필락트와 밀접한 관계를 맺었기 때문에 라벤나에서 로마로 주교좌를 옮기게 된 것이라고 보는 것이 정확하다. 당시 교회법 뿐만 아니라 769년 라테라노 시노드에서 결의한 교령에서도 교구장 주교가 자신의 교구를 다른 교구로 바꾸는 것과 선거 없이 교황이 즉위하는 것을 중대한 교회법 위반 행위로 간주했기 때문에 요한 10세의 즉위는 동시대 사람들로부터 무수한 비판을 받았다. 그럼에도 불구하고, 테오필락트가 살아있는 동안 요한 10세는 그의 보호를 받아 교황직을 안전하게 지킬 수가 있었다.

## 사라센 전쟁과 베렌가리오의 황제 등극

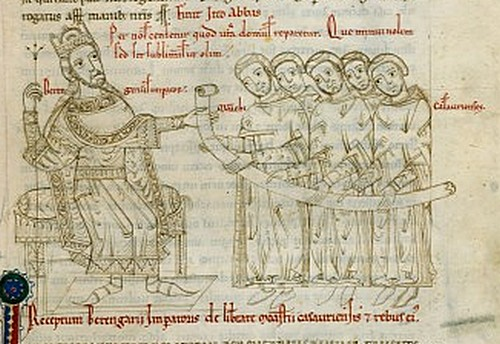
915년 베렌가리오(맨 왼쪽에 의자에 앉은 남성)의 황제 대관식

요한 10세가 교황으로서 직면한 첫 번째 문제는 가릴리아노강가에 있는 사라센의 전초 기지를 어떻게 처리하는가 하는 문제였다. 이 기지는 사라센이 이탈리아 지역을 약탈하기 위한 군사 기지로 사용되고 있었다. 요한 10세는 베네벤토의 란둘프 1세에게 자문을 구했는데, 그는 교황에게 동로마 제국과 카메리노 후작 겸 스폴레토 공작인 알베리크에게 군사적 지원을 요청하라고 조언했다. 요한 10세는 그의 조언을 받아들여, 베렌가리오 국왕을 비롯한 이탈리아의 여러 군주들과 콘스탄티노폴리스에 사절단을 파견해 사라센을 물리치기 위해 도움을 달라고 요청하였다.
그 결과, 수세기 후에 등장할 십자군의 전신이라고 할 수 있는 그리스도교 동맹군이 결성되었다. 바리에 새로 부임한 동로마 장군 니콜라오스 피친글리와 베네벤토의 란둘프 1세, 가에타의 조반니 1세, 나폴리의 조반니 2세, 살레르모의 과이마르 2세 등 이탈리아 남부의 여러 군주가 대(對)사라센 동맹군에 합류하였다. 그리고 베렌가리오 역시 이탈리아 북부에서 몸소 군대를 이끌고 내려왔다. 그동안 요한 10세는 스폴레토 공작 알베리크와 함께 전장에 나가 직접 군사 작전을 지휘하였다.
캄포바카노와 트레비에서 그리스도교 동맹군과의 몇 차례 교전 끝에 사라센군은 가릴리아노 강가에 있는 자신들의 진지로 퇴각했다. 사라센군은 가릴리아노 전투에서 그리스도교 연맹군과 3개월 간 공성전을 벌인 끝에 자신들의 진지를 불태우고 그리스도교 연맹군의 포위를 돌파하려고 시도하였다. 요한 10세는 직접 선두에 서서 달아나는 사라센군을 끝까지 쫓아가서 모두 포로로 붙잡거나 죽임으로써 대승을 거두었다. 이로써 당시 이탈리아 반도를 위협하던 사라센의 위협이 사라졌다. 요한 10세는 가에타 공작에게 사라센과의 동맹을 파기한 것에 대한 보상으로 트라토에 대한 그의 소유권을 공식적으로 승인하였다.
905년 베렌가리오 1세는 루트비히 3세 황제와의 전투에서 승리해 그를 이탈리아 밖으로 내쫓은 후, 자신이 제위에 오르기만을 간절히 소망하였다. 베렌가리오가 바라는 바를 잘 알고 있던 요한 10세는 그의 소원을 들어주는 대가로 사라센과의 전투에서 대규모 병력을 보내도록 만들었다. 종전 후 베렌가리오는 교황의 소원을 들어주었으니 이제 자신의 소원을 들어달라고 요청하였다. 그리하여 915년 12월 베렌가리오는 로마를 방문하여 테오필락트 가족들과 만나 그들의 지지의사를 받은 후, 성 베드로 대성전에서 교황 요한 10세를 알현하였다. 그리고 12월 3일 요한 10세는 베렌가리오의 머리에 제관을 씌워 주면서 그를 로마 황제로 선언하였다. 이 때 베렌가리오 역시 이전 황제들이 베드로좌에 바쳤던 존경과 각종 기증을 재차 확인한다고 선언하였다.

## 정치 개편
비록 베렌가리오가 교황과 로마의 주요 귀족들로부터 지지를 받았지만, 그만큼 적들 또한 많이 있었다. 923년 이탈리아의 군주 동맹군이 베렌가리오의 군대와의 전투에서 승전을 거둠으로써 이탈리아 통일이라는 희망은 좌절되었고, 뒤이어 824년 베렌가리오는 암살되었다. 그 후 925년에는 투스쿨룸 백작 테오필락트와 스폴레토의 알베리크 1세 역시 뒤이어 사망하였다. 1년 사이에 주요 지원자 세 명이 연달아 죽음으로써 요한 10세는 테오필락트의 딸인 마로치아의 위협에 사실상 노출되었다. 당시 마로치아는 요한 10세와 자신의 어머니 테오도라 사이에 불륜이 있다는 소문에 매우 분개해 요한 10세에게 앙심을 품은 것으로 전해진다.
자신에 대한 위협이 증대한 것을 느낀 요한 10세는 프로방스의 위그를 이탈리아의 다음 국왕으로 추대하기 위해 그가 있는 피사로 사절을 파견하였다. 파비아에서 이탈리아의 국왕으로 즉위한 위그는 만토바에서 요한 10세를 만나 몇 가지 항목의 조약을 체결했는데, 아마도 로마에서 요한 10세의 이익을 보호한다는 내용이 있었을 것으로 추정된다. 그러나 그의 맞수인 부르고뉴의 루돌프 2세는 위그가 요한 10세를 도와줄 여력이 없을 정도로 방해하였으며, 결국 몇 개월 동안 이탈리아는 무정부 상태에 빠져 혼란이 지속되었다.
그동안 마로치아는 토스카나 후작 기와 혼인하였다. 곧이어 이들 부부와 요한 10세 사이에 본격적인 권력 투쟁이 벌어졌다. 요한 10세는 알베리크가 사망한 후, 공석이 된 스폴레토 공작 자리에 자신의 동생인 페트루스를 앉혔다. 이로써 페트루스는 기와 마로치아를 위협할 정도로 큰 권력을 갖게 되었다. 그러다가 신변상 안전 때문에 하는 수 없이 오르타 호수까지 도망친 페트루스는 그곳의 골칫거리였던 마자르족의 지원을 받으려고 했다. 그리하여 926년 페트루스는 마자르족 군대를 이끌고 로마로 돌아가서 기와 마로치아를 위협해, 자신이 옛 지위인 교황의 고문으로 재임용되는 것을 허락하게 만들었다.

## 동유럽 문제
비록 앞서 말한 문제들이 지속적으로 요한 10세를 괴롭히고 있었지만, 그는 여전히 유럽 전역에 걸친 광범위한 그리스도교 문제들과 정치적 현안들에 개입하여 영향력을 행사할 수 있었다. 920년 그는 동로마 황제들인 로마노스 1세와 콘스탄티노스 7세 그리고 콘스탄티노폴리스 총대주교 니콜라오스 미스티코스로부터 콘스탄티노스 7세의 아버지 레오 6세 황제의 네 번째 혼인을 비판한 시노드의 교령을 확인해 달라는 요청을 받아, 콘스탄티노폴리스에 사절단을 파견함으로써 두 교회의 분열을 종식시켰다.
요한 10세는 달마티아 교회에서 슬라브어로 전례를 거행하는 것을 저지하고 라틴어를 사용하도록 시도하였다. 그는 크로아티아의 토미슬라브 국왕과 자후믈례의 미카엘 공작에게 사절과 더불어 친서를 보내, 친서에 나온 지시를 그대로 따를 것을 요청했다.
그 결과 926년 스플리트에서 시노드가 소집되었고, 요한 10세의 지시사항이 승인되었다. 요한 10세의 요청은 라틴어를 전혀 모르는 사람은 사제품을 받지 못하도록 하고, 부득이하게 라틴어를 아는 사제가 한 명도 없는 경우를 제외하고는 슬라브어로 미사를 봉헌하지 않도록 하라는 것이었다. 시노드의 결의사항은 요한 10세의 승인을 받기 위해 로마로 보내졌다. 요한 10세는 노나의 크로아티아인 주교를 스플리트 대주교의 관할 아래에 두는 것을 제외한 시노드의 모든 결정을 추인하였다. 요한 10세는 스플리트 대주교와 노나의 주교를 만나 직접 대화를 나눌 필요성을 느끼고 그들에게 로마로 올 것을 지시했지만, 그들은 여러 가지 사정 때문에 로마에 갈 수가 없다고 답변했다. 이에 요한 10세는 이 문제를 해결하기 위해 교황 특사들을 파견했는데, 이 문제는 요한 10세가 선종한 후 후임자인 레오 6세 때에 와서 해결되었다.
비슷한 시기에 불가리아의 시메온 1세는 요한 10세에게 자국 교회의 콘스탄티노폴리스 총대주교에 대한 순명을 포기하고 대산 로마에 있는 교황의 권위 아래 두겠다고 제안했다. 이에 요한 10세는 두 명의 교황 특사를 콘스탄티노폴리스로 보내는 한편, 시메온에게는 먼저 동로마 제국과 합의를 본 후에 이야기할 것을 주문하는 서신을 전달하였다. 하지만 요한 10세는 사메온의 (황제이기는 하나, 로마 황제는 아닌) 차르라는 칭호를 승인하였으며, 927년 시메온이 사망한 후에는 자신의 대리인들을 파견해 시메온의 아들 페타르의 대관식을 거행하도록 하였다. 또한 불가리아와 크로아티아 간의 전쟁을 막기 위한 노력으로 특사를 파견해 중재자 역할을 하도록 하였다.

## 서유럽 문제
요한 10세는 서유럽 문제에 대해서도 활발하게 활동하였다. 그는 교황으로 즉위한 지 초반에 독일의 공작들과의 전투에서 독일 왕 콘라두스 1세를 지원하였다. 그는 916년 콘라두스 1세가 알트하임에 소집한 주교 시노드에 교황 특사를 파견하였다. 시노드에 참석한 주교들은 콘라두스 1세의 반대 세력에게 시시비비를 가리기 위한 시노드에 참석하지 않을 경우, 파문될 것이라고 경고했다.
920년 요한 10세는 샤를 3세로부터 리에주 주교직 승계 문제에 개입해 달라는 요청을 받았다. 샤를 3세는 당초에 내세운 주교 후보자 힐두인이 그를 배신하고 폭동을 일으킨 로타링기아 공작 기셀베르트 편에 가담하자, 또 다른 후보자인 프륌 수도원의 리헤르로 교체하려고 했다. 그러자 힐두인은 리헤르를 억류하여 자신에게 주교직을 양보할 것을 강요했다. 요한 10세는 힐두인과 리헤르 둘 다 로마로 소환하여 자초지종을 들은 후, 리헤르가 리에주의 주교좌에 착좌하는 것을 승인하고 힐두인을 파문하는 조치를 취하였다. 923년 샤를 3세가 베르망두아 백작 헤르베르트에게 사로잡히자, 요한 10세는 당시 지도자들 중에서 유일하게 샤를 3세의 구금에 대해 항의하였다. 그는 헤르베르트에게 샤를 3세를 즉시 풀어주지 않으면 파문하겠다고 경고했지만, 헤르베르트는 그의 경고를 무시했다. 교황의 권위를 경멸한 헤르베르트는 925년 자신의 5세 된 아들 위그를 랭스의 대주교로 착좌시켰다. 이 때 헤르베르트는 요한 10세에게 자신의 아들이 주교로 서임되는 것을 승인하지 않을 경우 교구령을 분할하여 자신을 지지하는 여러 세력에게 배분하겠다고 위협하였다.
요한 10세는 또한 교회의 영적인 면에 있어서도 기여한 점이 적지 않은데, 914년 랭스의 대주교 헤리브에게 영적인 조언을 한 것이 그 예이다. 헤리브는 노르만족을 그리스도교 신앙으로 개종시키는 문제에 대해 요한 10세에게 조언을 요청했다.
“그대의 편지는 내게 슬픔과 기쁨을 한꺼번에 가져다 주었습니다. 그대가 이교도들뿐만이 아니라 같은 그리스도인들 때문에 겪어야 했던 인고에 대한 슬픔과, 한때 사람들의 피로 흥청거렸지만 지금은 그대의 말을 듣고 생명을 주는 그리스도의 피를 모시게 된 스칸디나비아인들의 개종 소식에 대한 기쁨 때문입니다. 이에 대해 우리는 하느님께 감사를 드리며 그들이 자신들이 전해받은 신앙을 지킬 수 있도록 강인함을 주시기를 바랍니다. 원칙대로라면 신심 깊은 초심자들을 제외하면 교육을 받지 못한 그들이 성직자를 살해하고 우상 숭배에 빠지는 등 예전 생활로 돌아가지 못하도록 교회법으로 엄격하게 다스려야 할 것입니다. 하지만 우리 가운데 어느 누구도 그들의 풍속에 대해 그대보다 더 잘 아는 사람은 없기 때문에 전적으로 그대의 판단력을 전적으로 믿고 맡깁니다. 그대는 스칸디나비아인들이 과거의 오류로 돌아가지 않도록 하는 한편 그들에게 익숙치 않은 무거운 짐을 부과하면 견디지 못할 것이라는 점도 염두에 두어야 합니다. 따라서 교회법이 요구하는 엄격함으로 그들을 대우하는 것은 바람직하지 않다는 것을 충분히 인식하기를 바랍니다.”
뿐만 아니라 요한 10세는 클뤼니 수도원의 개혁 운동을 지지하여, 그들의 엄격한 규율을 인가하였다. 또한 그는 프랑스의 라울과 지역 주교들 및 영주들에게 기니 수도원의 아빠스 귀도가 클뤼니 수도원으로부터 강제로 빼앗은 재산을 되돌려주게 하는 것은 물론 클뤼니 수도원을 그들의 보호 아래 둘 것을 요청하는 서신을 써서 보냈다. 926년 그는 자기 영혼의 구원을 위해 수사들이 자비송을 100번 낭송하는 것을 조건으로 수비아코 수도원의 토지를 넓히는 것을 허락하였다.
924년 요한 10세는 모자라빅 전례를 조사하기 위해 교황 특사 자넬로를 스페인에 파견하였다. 시찰에서 돌아온 자넬로는 모자라빅 전례에 대해 긍정적으로 말했으며, 이에 요한 10세는 모자라빅 전례를 승인하였다. 다만 성변화 부분만은 로마 전례문 양식과 동일하게 바꾸도록 했다. 요한 10세가 재임한 시절에는 많은 잉글랜드인이 로마로 성지 순례를 하러 왔으며, 그 중에는 927년 로마를 참배하기 위해 온 캔터베리 대주교 울펠름도 있었다. 3년 전인 924년에 잉글랜드 왕 애셀스턴은 귀족 중 한 명인 알프레드가 자신의 눈을 뽑으려는 음모를 꾸몄다는 혐의로 로마로 보냈는데, 알프레드는 요한 10세 앞에 출두하여 자신의 혐의를 부인하기로 하였으나 로마에 도착한 직후 바로 사망했다. 또한 917년 요한 10세는 브레멘의 대주교에게 스웨덴과 덴마크, 노르웨이, 아이슬란드, 그린란드의 주교들에 대한 관할권을 부여했다.
마지막으로 그는 897년에 무너진 라테라노 대성전을 재건했다.

## 폐위와 죽음
요한 10세와 마로치아와 그의 남편 기 사이의 권력 투쟁은 928년에 종지부를 찍었다. 기는 비밀리에 병사들을 모아 라테라노 궁전을 급습하여 당시 소수의 정예병력 밖에 없었던 스폴레토 공작 페트루스와 맞붙었다. 기의 병사들에게 사로잡힌 페트루스는 자신의 형 요한 10세가 보는 앞에서 몸이 여러 조각으로 난도질당해 처참하게 죽었으며, 요한 10세는 지하 감옥에 던져져 그곳에서 비참하게 생을 마감했다. 요한 10세가 어떻게 죽음을 맞이했는지에 대해서는 두 가지의 다른 이야기가 전해져오고 있다. 첫 번째로는 그가 교황직에서 폐위당한 후 몇달 만에 지하 감옥에서 질식사당해 살해당했다는 소문이다. 또 다른 이야기는 감옥에 감금당한 채 우울증에 시달리다가 929년 어느 날 급사했다는 것이다.
요한 10세는 사후 라테라노 대성전의 중앙 입구 근처에 있는 안마당에 매장되었다고 전해진다. 그의 뒤를 이어 928년 교황 레오 6세가 선출되어 즉위하였다.

## 평가와 영향
수세기 동안 교황 요한 10세의 통치는 중세 교회사에서 가장 수치스러운 시기 중의 하나로 간주되어 왔다. 이러한 원인은 대부분 크레모나의 리우트프란트 때문인데, 그의 요한 10세의 재임 기록은 부정확할 뿐만 아니라 매우 적대적이다. 그는 요한이 테오도라의 연인이 되어 어쩌다가 교황의 자리에까지 올랐으며, 자신의 아들을 교황으로 내세우기 위해 반란을 일으킨 마로치아에 의해 쫓겨나 살해당할 때까지 투스쿨룸 백작 테오필락트의 꼭두각시 노릇을 하며 교황직을 유지한 망나니 같은 성직자라고 규정했다. 이러한 그의 평론이 요한 10세에 대한 평가에 있어 큰 부분을 차지했으며, 또한 반가톨릭주의자들로부터 선전 도구로 이용되어 왔다.
존 폭스는 요한 10세가 교황 란도의 사생아이며, 로마의 ‘창녀’ 테오도라의 연인이라고 주장했다. 그의 주장대로라면 테오도라는 자기 연인의 아버지를 내쫓고 그 자리에 연인을 대신 앉힌 셈이 된다. 루이 마리 드코맹은 요한 10세에 대해 “사제와 수녀 사이에서 태어난 사생아로서, 영적인 문제보다는 욕정과 방탕한 생활을 보내는데 더 전념했다. 그는 야심으로 가득하고, 탐욕스러운 변절자였으며, 믿음과 명예라고는 찾아보기 힘든 사람이었다. 그는 본래 자신에게 주어진 교회 문제가 아닌 다른 문제에만 관심을 두었다. 그가 성좌를 6년 가까이 앉아있는 동안, 교회의 명예는 땅으로 떨어졌다.”고 평가했다.
하지만 최근 들어 그에 대한 역사적 재평가가 이루어지고 있으며, 오늘날에는 교회를 귀족들의 지배로부터 벗어나기 위해 노력한 교황으로 여겨지고 있다. 그는 황제라는 절대적인 세속 군주의 지배 아래 여러 나라로 분열된 이탈리아를 하나로 통합하려고 시도했지만, 종국에는 살해당함으로써 그의 희망은 좌절되고 말았다.
페르디난트 그레고로비우스에 따르면, 요한 10세는 당대의 가장 유명한 정치가였다고 한다. 그는 다음과 같은 글을 썼다.
“단지 죄인으로만 알려진 요한 10세는 역사적으로 볼 때, 교황들 가운데 뛰어난 자질을 보인 인물 가운데 한 사람으로써 암흑 시대 당시 두각을 드러냈다. 교회에서의 활동과 모든 그리스도교 국가와의 외교 관계에 있어서 그는 칭송받을 만하다. 특히 그는 엄격한 클루니 수도원의 규칙을 인가함으로써 수도원 개혁의 한 사람으로서 더욱 격찬받는다.”